# Kamakichi Kishinouye
Kamakichi Kishinouye (岸上鎌吉, Kishinoue Kamakichi), né le 29 novembre 1867 à Tōkai (préfecture d'Aichi) et mort le 22 novembre 1929 à Chengdu, en Chine, est un biologiste marin japonais.

## Biographie
Kamakichi Kishinouye naît le 29 novembre 1867 (ou le 4 novembre de la troisième année de l'ère Keiō, selon le calendrier chinois en vigueur à l'époque au Japon) dans un village de la province d'Owari, intégré à la ville de Tōkai (préfecture d'Aichi) depuis 1969,. En 1889, il obtient un diplôme en zoologie de l'université impériale de Tokyo. Deux ans plus tard, il est embauché par le ministère de l'Agriculture et du Commerce en tant qu'ingénieur dans le département de la pêche. Son activité principale est alors l'observation de la gestion des ressources halieutiques,. En 1908, il est nommé professeur à l'université impériale de Tokyo. Il intègre alors le département d'halieutique nouvellement créé. Il étudie la taxonomie et les méthodes de pêche des animaux marins,. Plus tard, il entre à l'Académie impériale, devenue, après la Seconde Guerre mondiale, l'Académie japonaise des sciences.
En 1929, alors qu'il est à la retraite depuis plusieurs mois, il entreprend une exploration scientifique de la faune fluviale du Yangzi Jiang, en Chine. Il meurt de maladie à Chengdu, le 22 novembre 1929, avant d'atteindre son but.

## Hommage
Plusieurs taxons lui ont été dédiés, tels que Kishinouyeidae, une famille de Stauroméduses, et l'espèce de sauriens Plestiodon kishinouyei.